# Instytut Weterynaryjny SGGW w Warszawie (ul. Grochowska 272)

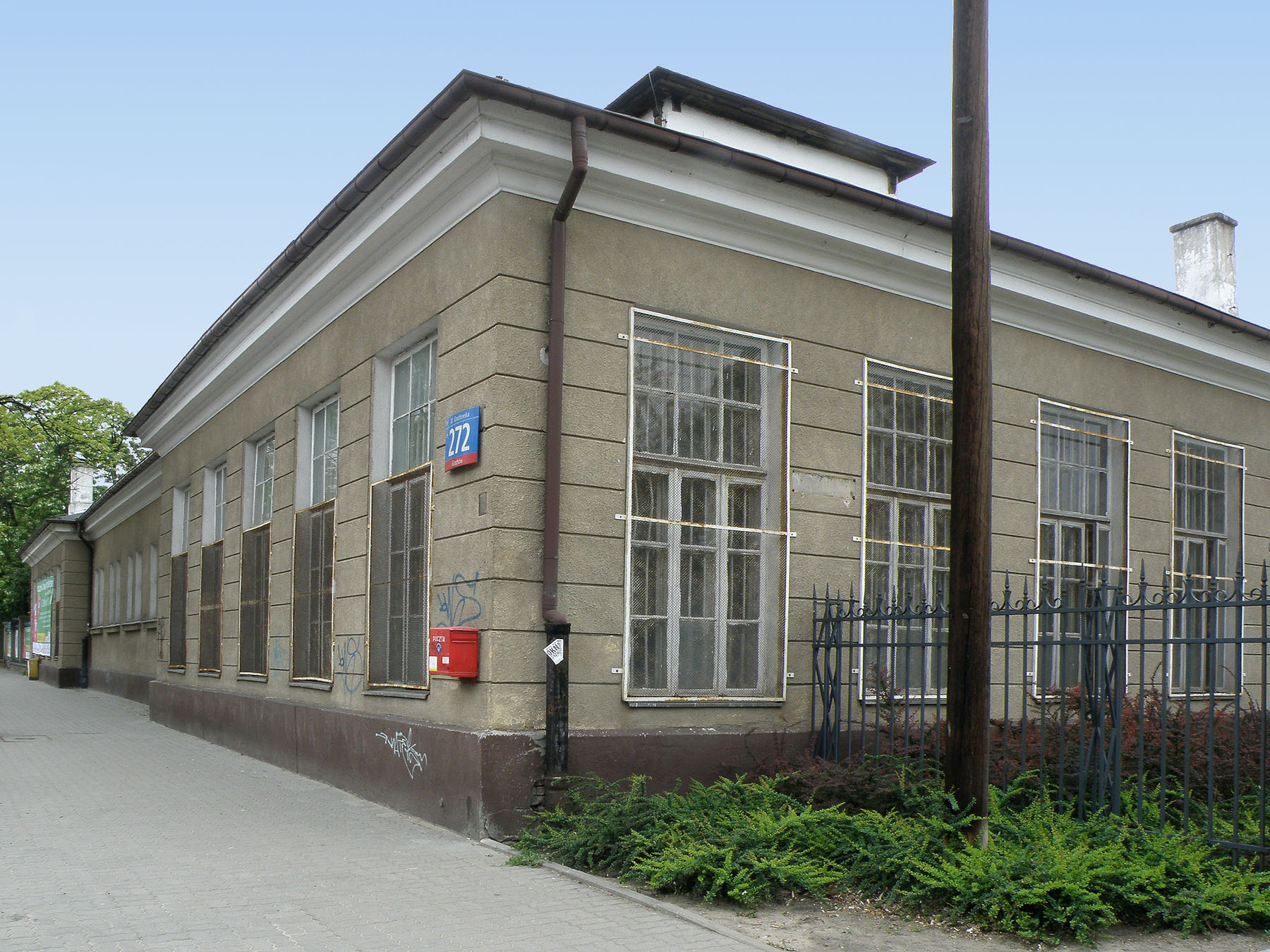
Jedna z oficyn

Instytut Weterynaryjny SGGW w Warszawie – zespół murowanych budynków znajdujący się przy ul. Grochowskiej 272 w Warszawie, w dzielnicy Praga-Południe. Od 2010 siedziba samorządowej instytucji kultury Sinfonia Varsovia.

## Opis i historia
Kompleks zajmujący ok. dwa hektary powstał na pograniczu Grochowa i Kamionka w latach 1898–1900 według projektu Władimira Nikołajewicza Pokrowskiego. Rozbudowany w 1930 r. Najpierw użytkowany przez carski Warszawski Instytut Weterynarii (1898–1918), następnie studium weterynaryjne przy Wydziale Lekarskim Uniwersytetu Warszawskiego (1918–1927), nowopowołany Wydział Weterynaryjny Uniwersytetu Warszawskiego (1927–1952), a po jego zlikwidowaniu przez nowopowołany Wydział Medycyny Weterynaryjnej Szkoły Głównej Gospodarstwa Wiejskiego w Warszawie (1952–2005), od 2010 roku siedziba samorządowej instytucji kultury Sinfonia Varsovia.
W 2008 roku kompleks (budynek główny, dwa pawilony i dwie oficyny) został wpisany do rejestru zabytków.
W 2008 roku chęć zakupu kompleksu zgłosiła jedna z warszawskich prywatnych uczelni i zadeklarowała chęć stworzenia tam kampusu. Z propozycją wystąpiło również Biuro Kultury Urzędu m.st. Warszawy, które chciało tam ulokować Europejskie Centrum Muzyki i siedzibę orkiestry Sinfonia Varsovia. W kwietniu 2009 Urząd m.st. Warszawy odkupił nieruchomość od SGGW.
W 2010 Urząd m.st. Warszawy ogłosił międzynarodowy konkurs architektoniczny na opracowanie projektu sali koncertowej mieszczącej minimum 1,5 tys. osób i zagospodarowanie architektoniczne terenu dawnego Instytutu Weterynarii przy ul. Grochowskiej 272. Do pierwszego etapu konkursu zakwalifikowano 137 prac, do drugiego – 10 prac. Laureatów konkursu ogłoszono 14 listopada 2010 roku. Pierwszą nagrodę zdobył projekt Atelier Thomas Pucher ZT GMBH z Grazu. 22 października 2015 Thomas Pucher oraz Janusz Marynowski, dyrektor Sinfonii Varsovii, podpisali umowę w sprawie realizacji prac projektowych. Prezydent Warszawy Hanna Gronkiewicz-Waltz wyraziła nadzieję, że „na pierwszy koncert w nowo wybudowanej sali koncertowej zaprosimy warszawiaków na początku października 2021 roku”. Oprócz sali koncertowej na terenie obiektu mają powstać m.in. sale do prób, studio nagraniowe, biblioteka i sale szkoleniowe.